# 1990 en littérature
| Années de la littérature : 1987 - 1988 - 1989 - 1990 - 1991 - 1992 - 1993    |
| Décennies de la littérature : 1960 - 1970 - 1980 - 1990 - 2000 - 2010 - 2020 |

Cet article présente les faits marquants de l'année 1990 en littérature.

## Parutions

### Bande dessinée
Tous les albums de BD sorti en 1990
1. Baru (dessin), Jean-Marc Thévenet (scénario) : Le Chemin de l'Amérique, éd. Casterman.

### Biographies
- Parution de la traduction de Catherine Sayn-Wittgenstein, La Fin de ma Russie. Journal 1914-1919, Paris, Noir sur Blanc.
- Michel Dewachter : Champollion : Un scribe pour l’Égypte, coll. « Découvertes Gallimard » (no 96), éd. Gallimard.
- Maurice Nadeau, Grâces leur soient rendues : Mémoires littéraires, Paris, Albin Michel, 2015, 482 p. (ISBN 978-2-226-33957-7, lire en ligne).

### Essais
- Michel Bounan (1942, médecin et essayiste) : Le Temps du Sida, éd. Allia.
- Jean-Louis Chrétien (1952, philosophe et poète) : La Voix nue : phénoménologie de la promesse.
- Jean-Marie Domenach, Europe: le défi culturel. Paris, La Découverte
- Dany-Robert Dufour (philosophe) : Les mystères de la trinité, Bibliothèque des Sciences humaines, éd. Gallimard.
- Siegfried Giedion (1888-1968, historien et critique suisse) : Espace, Temps, Architecture (édition française), éd. Denoël-Gonthier.
- François Moureau : Le Roman vrai de l'Encyclopédie, coll. « Découvertes Gallimard » (no 100), éd. Gallimard.
- Alain Peyrefitte (1925-1999, homme politique et écrivain) : La Tragédie chinoise.
- Alice Becker-Ho, Les Princes du jargon, un facteur négligé aux origines de l'argot des classes dangereuses, Éditions Gérard Lebovici.
- Alfred Wahl : La Balle au pied : Histoire du football, coll. « Découvertes Gallimard » (no 83), éd. Gallimard.

#### Histoire
- Charles Benfredj, L'Affaire Jean Moulin, La Contre-Enquête, Préface de Jacques Soustelle, éd. Albin Michel.
- Yann Le Bohec, La Sardaigne et l’armée romaine sous le Haut-Empire, Carlo Delfino editore, 156 pages.
- Marcel Le Glay, Rome Tome 1: Grandeur et déclin de la République, Éditions Perrin, collection Tempus.
- Pierre Lévêque, La Naissance de la Grèce, coll. « Découvertes Gallimard » (no 86), éd. Gallimard.
- Keiko Omoto et Francis Macouin : Quand le Japon s’ouvrit au monde, coll. « Découvertes Gallimard » (no 99), éd. Gallimard.
- Clive Ponting (historien anglais) : A Green History of the World, éd. Sinclair-Stevenson, 432 pages. L'histoire du monde, version écologique, en partant de l'exemple de l'île de Pâques.

#### Politique
- Dalaï-Lama : Au loin la liberté, éd. Fayard.
- Pascal Dumontier : Les Situationnistes et mai 1968 : théorie et pratique de la révolution (1966-1972), éditions Gérard Lebovici.
- François Fejtő (1909-2008,  journaliste et politologue franco-hongrois) : 1956, Budapest, éd. Complexe.
- Laurent Lemire, L’Homme de l’ombre, Georges Albertini 1911-1983, éd. Balland.

### Livres d'Art et sur l'Art
1. Jacques Kerchache : Les chefs-d'œuvre du monde entier naissent libres et égaux, éd. Adam Biro.
2. Joan Stanley-Baker : L'art japonais, éd. Thames & Hudson, collection « L'Univers de l'art », 213 pages,  (ISBN 978-2-87811-016-6).

### Poésie
- Matilde Camus, poète espagnole publie El color de mi cristal ("La couleur de mon cristal").
- Philippe Jaccottet : Cahier de verdure, Gallimard.
- Jean-Michel Maulpoix : Portraits d'un éphémère, Mercure de France.
- Martine Cadieu, Venus de la mer, ill. de Carzou, Mortemart, France, Rougerie Éditions, 1990, 67 p. (BNF 35280176)

### Publications
- Jean-Marie Pelt : Le Tour du monde d’un écologiste, éd. Fayard.
- Uta Ranke-Heinemann, Des Eunuques pour le royaume des cieux. L’Église catholique et la sexualité, traduction de Monique Thiollet, collection « Pluriel », éditions Robert Laffont.
- Jo Readman : Ces herbes qu'on dit mauvaises, éd. Terre vivante, 64 pages.

### Romans
Tous les romans parus en 1990

#### Auteurs francophones
1. Frédéric Beigbeder, Mémoires d'un jeune homme dérangé, Éditions de la Table ronde.
2. Daniel Boulanger, Mes coquins, éd. Gallimard.
3. Jean-Louis Curtis, Le Temple de l'amour, éd. Flammarion.
4. Patrick Grainville, L'Orgie, la Neige, éd. du Seuil.
5. Jean-Paul Nozière, Un été algérien, éd. Gallimard.

#### Auteurs traduits
- Dan Simmons, La Chute d'Hypérion I, Tome 3 des Cantos d'Hypérion.

### Théâtre
- Yasmina Reza, La Traversée de l'hiver

## Naissances
- 13 juin : Cécile Coulon, romancière, nouvelliste et poétesse française.
- Andréane Frenette-Vallières, poète et essayiste canadienne francophone.

## Décès
- 25 janvier : Dámaso Alonso, philologue, écrivain et poète espagnol, lauréat du Prix Cervantes (° 22 octobre 1898).

- 12 mars : Philippe Soupault, poète français, cofondateur du surréalisme (° 2 août 1897).

- 25 août : Morley Edward Callaghan, romancier, novelliste et animateur de radio et de télévision canadien (° 22 février 1903).

- 26 septembre : Alberto Moravia, écrivain italien (° 28 novembre 1907).

- 12 octobre : Peter Wessel Zapffe, écrivain et philosophe norvégien (° 28 décembre 1899).
- 22 octobre : Louis Althusser, philosophe français (° 16 octobre 1918).

- 23 novembre : Roald Dahl, écrivain gallois (° 13 septembre 1916).

- 14 décembre : Friedrich Dürrenmatt, écrivain, dramaturge et peintre suisse (° 5 janvier 1921).